# Зильберман, Давид Беньяминович
Дави́д Беньями́нович Зильберма́н (англ. David B. Zilberman, 25 мая 1938, Одесса, УССР, СССР — 25 июля 1977, Бостон, США) — советский и американский философ, индолог, социолог культуры.

## Биография
Родился в семье инженера в Одессе. Окончил школу с золотой медалью. Окончил Одесский гидрометеорологический институт 1962 году.
С 1962 по 1965 год по распределению работал метеорологом в аэропорту недалеко от Ашхабада. Самостоятельно изучал философию, английский язык, санскрит. Познакомился с жившим в Ашхабаде переводчиком «Махабхараты» Б. Л. Смирновым. Также познакомился и дружил с астрономом К. Любарским, который позже стал известным деятелем правозащитного движения. Исследовал пыльные бури, готовился писать диссертацию. Увлёкшись философией, решил не продолжать исследования в области метеорологии.
В 1965 году время обязательной работы по распределению завершилось, и в это же время он заболел болезнью Боровского. Летом 1965 года Зильберман вернулся в Одессу. После выздоровления работал в различных организациях, в том числе патентоведом в «Черноморском ЦПКБ 3». Продолжал самостоятельные занятия философией и восточными языками, вступил в брак. Участвовал в работе философского кружка А. И. Уёмова в Одесском университете. Переводил с древнегреческого.
В 1968 году в один из приездов в Москву познакомился в Москве с Ю. Я. Глазовым и Г. П. Щедровицким. По совету последнего поступил в аспирантуру только что созданного Института конкретных социальных исследований АН СССР (научный руководитель — Ю. А. Левада). В аспирантские годы (до 1972) участвовал в семинарах Московского методологического кружка и в социологическом семинаре Ю. Н. Левады, переводил литературу по индуизму, публиковал статьи на ту же тему. Был автором нескольких статей в «Большой советской энциклопедии». Некоторые его переводы индийских философских текстов распространялись в самиздате.
Диссертацию «К пониманию культурной традиции» по окончании аспирантуры защитить не удалось в связи с реорганизацией сектора (фактически, «разгоном» группы Ю. А. Левады). Эта фундаментальное исследование опубликовано только в 2015 году под научной редакцией О. И. Генисаретского.
К февралю 1972 года разработал философский метод «модальная методология». Богатые возможности его применения стали фундаментом для исследований Зильбермана в последующие годы. На основе этого метода разработал метод сравнения культурных традиций.
Весной 1972 года был арестован милицией, затем допрошен сотрудниками и попал под особое наблюдение КГБ. Летом 1972 года, после окончания аспирантуры был вынужден вернуться из Москвы в Одессу, и не мог найти постоянную работу. Зарабатывал переводами с английского. В это же время начался «разгон» исследовательской группы Ю. А. Левады в ИКСИ, из-за чего официальная защита подготовленной Зильберманом диссертации оказалась невозможна.
В октябре 1973 года эмигрировал с семьёй в США.

### После эмиграции
С ноября 1973 года жил в США. Читал лекции по философии и антропологии в Хантер колледже Городского университета Нью-Йорка, затем преподавал индийскую философию в университете Чикаго, последние два года жизни был профессором департамента истории идей Брандейского университета, жил в Ньютоне. Читал лекции по истории индийской и западной философии. С помощью модальной методологии анализировал философские традиции классической Индии и европейскую философию Нового времени. Планировал проведение длительного исследования в Индии в 1977—1978 годах.
Одновременно начал работу над фундаментальным исследованием советской философии (рукопись под названием «Московская школа методологии» осталась незаконченной). Дружил с Романом Якобсоном. Продолжал интенсивную переписку с московскими коллегами и друзьями. Весной 1977 года сообщение о будущем увольнении профессора Зильбермана вызвало в Брандайском университете двухдневные студенческие волнения.
Погиб в дорожной аварии 25 июля 1977 года.
Супруга — Елена Мичник-Зильберман и младшая дочь Александра Кертис-Зильберман в настоящее время живут во Флориде, старшая дочь Наталия Карни, живёт в Бостоне, сестра Раиса Зильберман, живёт в Чикаго. Ряд современных философов в Москве, Одессе и Санкт-Петербурге считают себя его учениками.

## Наследие
Автор трудов по индийской философии, философии каббалы, современной социальной антропологии, философской эпистемологии, типологии культур по их отношению к традиции. Лишь малая их часть опубликована на английском и русском языках. Архив Зильбермана находится в Центре философии и истории науки Бостонского университета. Их исследованием и публикацией занимается сотрудница университета Елена Гурко. Рукописи, которые он не смог вывезти во время эмиграции, хранятся в личных архивах друзей Зильбермана в Москве и Санкт-Петербурге.

### Диссертация
Наиболее объемной и законченной работой Зильбермана является его кандидатская диссертация по философии (фактически по теоретической социологии), подготовленная во время обучения в аспирантуре ИКСИ к конце 1971 года. Окончательный вариант назвался «К пониманию культурной традиции». Эта работа состоит из трёх больших разделов: в первом приводится критический анализ современных социологических и антропологических теорий культурной традиции; во второй представлена авторская концепция культурной традиции и методика её формализации; в третьей — типология шести типов культурных традиций. Защита диссертации не состоялась. Её текст Зильберман увёз в эмиграцию и позже использовал при подготовке англоязычных работ.
В 2015 году диссертация вышла отдельным комментированным изданием под научной редакцией О. И Генисаретского и редакцией М. Немцева, А. Русакова, В. Федосеева.

### Влияние
В период своего сравнительного краткого пребывания в Москве Зильберман активно общался с философами и социологами, входившими в разные сообщества. Среди его близких собеседников были Александр Пятигорский, Олег Генисаретский, Евгений Шифферс, Георгий Щедровицкий, Юрий Левада, Октябрина Волкова, Дмитрий Сегал. После эмиграции Зильберман поддерживал активную переписку с ними. Часть её опубликована В. И. Рокитянским вместе с письмами Зильбермана Ю. Леваде и Е. Шифферсу. Александр Пятигорский посвятил Зильберману одну из основных своих книг «Мышление и наблюдение», указав, что она написана в продолжение их диалогов в Москве в начале 1970-х годов

## Сочинения
- О возможности системного изучения логического мышления // Системный метод и современная наука. Вып. 1. Новосибирск, 1971. С. 138—147.
- Личность и культура в антропологии Поля Радина. // Вопросы философии, 1971, № 6. С. 163—172.
- Социальная антропология: динамика развития и перспективы. // Вопросы философии, 1971, № 11, С. 154—163.
- Миф о вестернизации Японии. Культура. Между 1970 и 1972 гг.[8].
- Откровение в адвайта-веданте как опыт семантической деструкции языка // Вопросы философии, 1972, № 5. C. 117—129.
- The Kabbalah Mysticism and the Social Situation in Spain at the Close of the 15th Century // Jews in the USSR, London, 1973.
- The Jewish Minority in the Soviet Ukraine. // in: Minutes of the Seminar in Ukrainian Studies, Harvard university. 1974, o. 6.
- A Critical Review of E.Conze’s translation of «The Large Sutra on Perfect Wisdom» // The Journal of Asian Studies, November, 1975.
- A Critical Review of D.Kalupahana’s «Causality: The Central Philosophy of Buddhism» // The Journal of Asian Studies, May, 1976.
- Iconic Calculus? // General Systems, vol. XXI, 1976, pp. 183–186.
- Ethnography in Soviet Russia // Dialectical Anthropology, vol. 1, № 2, Feb. 1976, pp. 135–153.
- The Emergence of Semiotics in India: Some Approaches to Understanding Laksana in Hindu and Buddhist Philosophical Usages. // Semiotica, vol. 17, № 3, 1976, pp. 255–265 (в соавт. с А. Пятигорским).
- Orthodox Ethic and the Matter of Communism // Studies in Soviet Thought, vol. 17, 1977, pp. 341–419.
- The Post-Sociological Society // Studies in the Soviet Thought, vol. 18, 1978, pp. 261–328.
- Приближающие рассуждения между тремя лицами о модальной методологии и сумме метафизик // Россия/Russia, Torino, 1980, № 4, с. 285—316.
- The Birth of Meaning in Hindu Thought. — Dordrecht; Boston: D. Reidel Pub.; Norwell: Kluwer Academic, 1988.
- Semantic Shifts in Epic Composition: On the «Modal» Poetics of the Mahab-harata // Semiosis. — Michigan, 1984.
- Semantic Shifts in Epic Composition (On the «Modal» Poetics of The Mahäbhärata) // Semiosis: Semiotics and the History of Culture, 1984, pp. 267–299.
- К семиотике понимания типов культурных традиций // Народы Азии и Африки, 1989, № 3, с. 128—142.
- Традиция как коммуникация: трансляция ценностей, письменность. // Вопросы философии, 1996, № 4, с. 76—105.
- Генисаретский О. И., Зильберман Д. Б. О возможности философии. Переписка 1972—1977 гг. — М., 2002.
- Analogy in Indian and Western Philosophical Thought. — Dordrecht: Springer, 2006.

#### Статьи в «Большой советской энциклопедии»
- «Индийская философия» (в соавторстве с А. Пятигорским, том 10).
- «Культура» (в соавторстве с В. Межуевым, том 10).
- «Йога» (в соавторстве с А. Пятигорским, том 11).
- «Локайята» (том 16).
- «Мимамса» (том 16).
- «Нагарджуна» (том 15).
- «Ньяя» (том 18).

### Монографические издания на русском языке
- Генезис значения в философии индуизма. Пер. Е. Гурко. — М: РОССПЭН, 1998.
- Православная этика и материя коммунизма. Пер. с англ. Е Гурко под ред. С. А. Семенова. — СПб.: «Издательство Ивана Лимбаха», 2014.
- К пониманию культурной традиции. — М.: Российская политическая энциклопедия, 2015. — 623 с. — ISBN 978-5-8243-1977-4.

### Переводы
- Шанкара, «Незаочное постижение» // «Вопросы философии». — 1975. — № 5. — С. 109—116; перевод с санскрита.
- Инголлс Д. Введение в индийскую логику навья-ньяя / Отв. ред. В. А. Смирнов. — М.: Наука, 1975[9].